# Litewskie odznaczenia
| Baretka                                                                              | Nazwa                                                                                       |
| Odznaczenia państwowe Republiki Litwy według starszeństwa                            | Odznaczenia państwowe Republiki Litwy według starszeństwa                                   |
| ------------------------------------------------------------------------------------ | ------------------------------------------------------------------------------------------- |
|                                                                                      | Krzyż Wielki ze Złotym Łańcuchem Orderu Witolda Wielkiego                                   |
|                                                                                      | Krzyż Wielki Orderu Krzyża Pogoni                                                           |
|                                                                                      | Krzyż Wielki Orderu Witolda Wielkiego                                                       |
|                                                                                      | Krzyż Wielki Orderu Wielkiego Księcia Giedymina                                             |
|                                                                                      | Krzyż Wielki Orderu za Zasługi dla Litwy                                                    |
|                                                                                      | Wielki Krzyż Komandorski Orderu Krzyża Pogoni                                               |
|                                                                                      | Wielki Krzyż Komandorski Orderu Witolda Wielkiego                                           |
|                                                                                      | Wielki Krzyż Komandorski Orderu Wielkiego Księcia Giedymina                                 |
|                                                                                      | Wielki Krzyż Komandorski Orderu za Zasługi dla Litwy                                        |
|                                                                                      | Krzyż Komandorski Orderu Krzyża Pogoni                                                      |
|                                                                                      | Krzyż Komandorski Orderu Witolda Wielkiego                                                  |
|                                                                                      | Krzyż Komandorski Orderu Wielkiego Księcia Giedymina                                        |
|                                                                                      | Krzyż Komandorski Orderu za Zasługi dla Litwy                                               |
|                                                                                      | Krzyż Oficerski Orderu Krzyża Pogoni                                                        |
|                                                                                      | Krzyż Oficerski Orderu Witolda Wielkiego                                                    |
|                                                                                      | Krzyż Oficerski Orderu Wielkiego Księcia Giedymina                                          |
|                                                                                      | Krzyż Oficerski Orderu za Zasługi dla Litwy                                                 |
|                                                                                      | Krzyż Kawalerski Orderu Krzyża Pogoni                                                       |
|                                                                                      | Krzyż Kawalerski Orderu Witolda Wielkiego                                                   |
|                                                                                      | Krzyż Kawalerski Orderu Wielkiego Księcia Giedymina                                         |
|                                                                                      | Krzyż Kawalerski Orderu za Zasługi dla Litwy                                                |
|                                                                                      | Krzyż Ratowania Ginących (dwukrotnie)                                                       |
|                                                                                      | Krzyż Ratowania Ginących                                                                    |
|                                                                                      | Medal Orderu Krzyża Pogoni                                                                  |
|                                                                                      | Medal Orderu Witolda Wielkiego                                                              |
|                                                                                      | Medal Orderu Witolda Wielkiego (z mieczami)                                                 |
|                                                                                      | Medal Orderu Wielkiego Księcia Giedymina                                                    |
|                                                                                      | Medal Orderu za Zasługi dla Litwy                                                           |
|                                                                                      | Medal Pamiątkowy 13 Stycznia                                                                |
| Odznaczenia resortowe litewskiego ministra obrony                                    |                                                                                             |
|                                                                                      | Medal Zasługi Narodowego Systemu Obrony Republiki Litewskiej                                |
|                                                                                      | Medal Chwalebnej Służby Cywilnej Narodowego Systemu Obrony Republiki Litewskiej             |
|                                                                                      | Medal Zaszczytnej Służby Narodowego Systemu Obrony Republiki Litewskiej                     |
|                                                                                      | Medal gen. Jonasa Žemaitisa Narodowego Systemu Obrony Republiki Litewskiej                  |
|                                                                                      | Medal Narodowego Systemu Obrony Republiki Litewskiej za Operacje Międzynarodowe             |
|                                                                                      | Medal Pamiątkowy Narodowego Systemu Obrony Republiki Litewskiej za Wstąpienie Litwy do NATO |
|                                                                                      | Medal Zasługi Litewskich Sił Zbrojnych                                                      |
|                                                                                      | Medal Litewskich Sił Zbrojnych za Zaszczytną Służbę                                         |
|                                                                                      | Medal Litewskich Sił Zbrojnych za Rany                                                      |
|                                                                                      | Medal Litewskich Sił Zbrojnych "Za wzajemne wsparcie"                                       |
|                                                                                      | Medal Wojsk Lądowych Litewskich Sił Zbrojnych za Zaszczytną Służbę                          |
|                                                                                      | Medal Sił Powietrznych Litewskich Sił Zbrojnych za Zaszczytną Służbę                        |
|                                                                                      | Medal Marynarki Wojennej Litewskich Sił Zbrojnych za Zaszczytną Służbę                      |
|                                                                                      | Medal Sił Ochotniczych Litewskich Sił Zbrojnych za Zaszczytną Służbę                        |
|                                                                                      | Medal Ochotników Założycieli Wojska Litewskiego                                             |
|                                                                                      | Gwiazda Strzelców                                                                           |
|                                                                                      | Medal Gwiazdy Strzelców                                                                     |
|                                                                                      | Medal Dariusa i Girėnasa                                                                    |
| Pozostałe aktualne odznaczenia litewskie i odznaczenia litewsko-łotewsko-estońskie   |                                                                                             |
|                                                                                      | Gwiazda Tysiąclecia Litwy                                                                   |
|                                                                                      | Gwiazda Dyplomacji Litwy                                                                    |
|                                                                                      | Wielka Odznaka Honorowa "Za Zasługi" Dep. Mniejszości Nar. przy Rządzie Rep. Litewskiej     |
|                                                                                      | Złota Odznaka Honorowa "Za Zasługi" Dep. Mniejszości Nar. przy Rządzie Rep. Litewskiej      |
|                                                                                      | Srebrna Odznaka Honorowa "Za Zasługi" Dep. Mniejszości Nar. przy Rządzie Rep. Litewskiej    |
|                                                                                      | Odznaka-medal "Za Zasługi dla Wilna i Narodu"                                               |
|                                                                                      | Złoty Medal Zasługi Baltic Defence College                                                  |
|                                                                                      | Srebrny Medal Zasługi Baltic Defence College                                                |
|                                                                                      | Brązowy Medal Zasługi Baltic Defence College                                                |
|                                                                                      | Medal Zasługi Baltic Defence College (baretka ogólna)                                       |
|                                                                                      | Baltic Defence College Service Cross                                                        |
|                                                                                      | Medal za udział w operacji Baltic Air Policing                                              |
| Odznaczenia przedwojenne niewłączone do litewskiego systemu orderowo-odznaczeniowego |                                                                                             |
|                                                                                      | Medal Niepodległości Litwy                                                                  |
|                                                                                      | Medal Założycieli Wojska                                                                    |
|                                                                                      | Medal Wyzwolenia Kłajpedy                                                                   |
| w przygot.                                                                           | Order Gwiazdy Pracy (Izba Handlu, Przemysłu i Rzemiosł)                                     |
| w przygot.                                                                           | Medal Orderu Gwiazdy Pracy (Izba Handlu, Przemysłu i Rzemiosł)                              |
| w przygot.                                                                           | Order Trzech Płomieni (Związek „Młodej Litwy”)                                              |
| w przygot.                                                                           | Krzyż Strażaków (strażacy)                                                                  |
| w przygot.                                                                           | Krzyż „Na Pomoc Bliźniemu” (strażacy)                                                       |
| w przygot.                                                                           | Medal „Na Pomoc Bliźniemu” (strażacy)                                                       |
| w przygot.                                                                           | Odznaka „Na Pomoc Bliźniemu” (strażacy)                                                     |
| w przygot.                                                                           | Order Wilka Giedymina (skauci)                                                              |
| w przygot.                                                                           | Order Swastyki (skauci)                                                                     |
| w przygot.                                                                           | Order Lilii (skauci)                                                                        |
| w przygot.                                                                           | Order „Za Zasługi” (skauci)                                                                 |
| w przygot.                                                                           | Order Jutrzenki (projekt)                                                                   |